# 星星知我心2007
《星星知我心2007》（英語：Stars Know My Heart 2007），2007年台灣連續劇，台視監製的電視劇之一，是台視1983年八點檔連續劇《星星知我心》的新拍，由檢場、楊貴媚、劉亮佐、楊琪、裴琳、劉秀雯、洪量、繆安玨、林嘉俐、尹昭德、小小彬等人共同演出，在故事情節與角色設定上都和《星星知我心》不同。
本劇原為八點檔連續劇，因為台視考慮到收視率因素改為每週一到週四晚上十點十分（八點檔連續劇《神機妙算劉伯溫》收播後立即播出）。2007年11月19日起於台視主頻首播（第1集），2008年3月13日播畢（第60集）。2011年11月30日至2012年1月12日，於台視主頻改名為《新星星知我心》重播。
2008年6月1日起，HiHD頻道於每星期六至日22:30～24:00首播高畫質版本。而客家電視台於2008年8月25日起，每星期一至五20:00～20:50首播客家語多元腔配音版。
海外部分，2011年6月1日，中國中央電視台綜合頻道在下午《情感劇場》播放《星星知我心2007》，但該頻道在亞洲電視播放的版本因版權問題被抽起並改播《李小龍傳奇》。

## 劇情簡介
梁義山（檢場飾）與王倩姿（楊琪飾）離婚後，帶著兩個孩子（梁齊寬與梁齊雅），與林明玉（楊貴媚飾）再婚重組一個家庭。義山根本沒有從事過粗重的工作，也知自己年歲已高、可能無法勝任此工作，但因為要養家不得不做，只有隱瞞著明玉，直到被明玉發現。明玉對義山說：「我沒有辦法看你為了我、為了孩子、為了我們這個家，出門一套衣服、工作又一套衣服。你是一個上了歲數的人，還去做那種年輕人的工作！你明知道自己根本負荷不了，你還硬撐！你說，像你這樣賺回來的錢，我哪吃得下、用得下！」聽了一席話，還真是辛酸喔！
命運的捉弄，明玉一個人要一口氣照顧5個孩子：兩個她大妹的遺孤楊瑞芸與楊瑞達（瑞芸跛腳，瑞達卻好像啞巴不愛說話），另外兩個是她先生與前妻的孩子梁齊寬與梁齊雅，還有一個她和先生的孩子梁齊瑞。儘管如此，她對這些孩子都視如己出，一樣的疼愛、一樣的教育。 雖然過程中難免會遇到些一與孩子間相處的問題，有的會質疑她偏心、有的會說她是後母。在這融合的過程中，她辛苦過、沮喪過、開心過、流淚過，她也曾一度放棄過。
義山後來罹患肺癌，經檢查為第三期，只好按照醫院的排訂住院化療，最後在加護病房中過世。

## 演員陣容

### 主要角色
| 演員   | 角色   |
| 楊貴媚 | 林明玉 |
| 檢場   | 梁義山 |
| 邱祖睿 | 楊瑞芸 |
| 吳浚愷 | 楊瑞達 |
| 洪量   | 梁齊寬 |
| 繆安玨 | 梁齊雅 |
| 劉亮佐 | 葉世良 |
| 林嘉俐 | 謝宜君 |
| 楊琪   | 王倩姿 |
| 裴琳   | 林如卉 |
| 劉秀雯 | 梁母   |
| 尹昭德 | 梁駿林 |

### 其他演員
| 演員   | 角色   |
| 秋乃华 | 明玉母 |
| 阚水源 | 明玉父 |
| 江青霞 | 世良母 |
| 張龍   | 世良父 |
| 高志宏 | 林明志 |
| 莊心輔 | 楊立輝 |

### 客串演員
| 演員           | 角色              |
| 洪瑞襄         | 林文鳳            |
| 吳鈴山         | 楊連勝            |
| 小小彬         | 梁齊瑞（客串1集） |
| 迷你彬         | 梁齊瑞            |
| 鄭凱中         | 阿威              |
| 高慧君、高家惠 | 民歌餐廳駐唱歌手  |
| 周曉鵬         | 餐廳老闆          |
| 張文玲         | 餐廳老闆娘        |
| 張懷媗         | 檳榔西施          |
| 連奕名         | 董慶祥            |

## 電視劇歌曲
| 曲別    | 歌名           | 作詞   | 作曲    | 演唱                                        |
| 主題曲  | 陪伴沒有距離   | 李依潔 | 洪筠惠  | 李翊君                                      |
| 片尾曲1 | 渴望明天好天氣 | 李依潔 | Fly Man | 李翊君                                      |
| 片尾曲2 | 兄妹           | 郭之儀 | 郭之儀  | 袁小迪+鄧玉賢（收錄於2007年《兄妹》專輯中） |

### 電視原聲帶
- 《星星知我心2007電視原聲帶》
  - 發行公司：移動影音出版事業有限公司
  - 發行日期：2007年11月
  - 編號：EPC0018

#### 曲目
1. 陪伴沒有距離（演唱：李翊君）
2. 陪伴沒有距離演奏版
3. 渴望明天好天氣（演唱：李翊君）
4. 寂寞的星星
5. 調皮小星星
6. 念念不忘
7. 會心一笑
8. 遙望星空（選自拜爾古典小品(bayer)）
9. 年輕時的夢想
10. 溫暖而堅定
11. 女孩的眼神
12. 星星搖籃曲
13. 沉重的決定
14. 合作無間
15. 想回家
16. 心底話
17. 跟我飛翔（演唱：郭定文）

## 收視率新聞
台視十點精緻大戲《星星知我心2007》於2007年11月19日晚間十點首播，一個小時的長度觀眾都看得不過癮，以八點檔高規格製作的大戲，果然首播就開出紅盤，根據AGB尼爾森收視調查，四歲以上收視率總平均1.37％，在同時段高居全國第一，也是晚間十點至十一點的時段中，排行前十名的唯一戲劇節目。成功網羅家庭主婦等收視族群，首播完就有網友評論這齣戲在第一集就讓觀眾感受到導演在掌鏡上有日劇的細緻度，劇情安排則有韓劇扣人心弦的親情倫理，加上由催淚女王楊貴媚來詮釋劇中林明玉角色，完全抓住女性觀眾的口味，果然經過AGB收視分析，家庭主婦佔最大宗，是最主要的收視群眾。

## 外部連結
- 台視《星星知我心2007》官方網站 （页面存档备份，存于）

## 作品的變遷
| 臺灣 台視主頻 每週一至週四 22:10 - 23:10 | 臺灣 台視主頻 每週一至週四 22:10 - 23:10           | 臺灣 台視主頻 每週一至週四 22:10 - 23:10 |
| ---------------------------------------- | -------------------------------------------------- | ---------------------------------------- |
|                                          | 星星知我心2007 （2007年11月19日－2008年3月13日）   |                                          |
| 紫色蔓陀蘿（重播） （22:00 - 23:30）     | 星星知我心（重播） （2008年3月17日－2008年5月9日） |                                          |

| 臺灣 HiHD頻道 每週六至週日 22:30 - 24:00 | 臺灣 HiHD頻道 每週六至週日 22:30 - 24:00        | 臺灣 HiHD頻道 每週六至週日 22:30 - 24:00 |
| ---------------------------------------- | ----------------------------------------------- | ---------------------------------------- |
|                                          | 星星知我心2007 （2008年6月1日－2008年10月18日） |                                          |
| —                                        | —                                               |                                          |

| 臺灣 客家電視台 每週一至週五 20:00 - 20:50                                              | 臺灣 客家電視台 每週一至週五 20:00 - 20:50                 | 臺灣 客家電視台 每週一至週五 20:00 - 20:50 |
| --------------------------------------------------------------------------------------- | ---------------------------------------------------------- | ------------------------------------------ |
|                                                                                         | 星星知我心2007（多元腔） （2008年8月25日－2008年11月14日） |                                            |
| 花樹下的約定 （2008年7月21日－2008年8月20日） 誰在作戲 （2008年8月21日－2008年8月22日） | 寒夜 （2008年11月17日－2008年12月12日）                    |                                            |